# Angela Clarke (beachvolleyballer)
Angela Clarke (Adelaide, 2 november 1975) is een voormalig Australisch zaalvolleyballer en beachvolleyballer. Ze nam in die eerste discipline eenmaal deel aan de Olympische Spelen.

## Carrière

### Zaal
Clarke nam in 2000 met Australische volleybalploeg deel aan de Olympische Spelen in eigen land waar het team in de groepsfase eindigde na enkel de wedstrijd tegen Kenia gewonnen te hebben.

### Beach
Clarke debuteerde in 1996 aan de zijde van Annette Huygens Tholen in de FIVB World Tour. Het duo deed dat jaar mee aan zeven internationale toernooien en behaalde een vijfde plaats in Busan. Het jaar daarop speelde ze vijf reguliere wedstrijden met Huygens Tholen met een zevende plaats in Osaka als beste resultaat. Daarnaast namen ze in Los Angeles deel aan de eerste officiële wereldkampioenschappen beachvolleybal; ze verloren in de eerste ronde van het hoofdtoernooi van het Amerikaanse tweetal Barbra Fontana en Linda Hanley. Met Tania Gooley eindigde ze verder als zevende in Busan. Vervolgens vormde Clarke een team met Natalie Cook. Het tweetal speelde in 1997 nog een wedstrijd en was het seizoen daarop goed voor twee vijfde plaatsen (Rio de Janeiro en Salvador) in vier wedstrijden. In 1999 behaalden Clarke en Cook een derde plaats in Acapulco en een zevende plaats in Toronto. Bij de WK in Marseille verloor het duo in de eerste ronde van het Italiaanse tweetal Daniela Gattelli en Lucilla Perrotta; in de vierde ronde van het herkansingsschema leden ze een reglementaire nederlaag tegen Maike Friedrichsen en Danja Müsch uit Duitsland. 
Het daaropvolgende seizoen speelde Clarke drie wedstrijden met Nicole Sanderson en in 2001 partnerde ze met Kylie Gerlic. Bij zes reguliere toernooien in de World Tour kwam het tweetal niet verder dan een negende plaats in Hongkong. Bij de WK in Klagenfurt bereikten ze de achtste finale die verloren werd van de latere kampioenen Adriana Behar en Shelda Bede. Bij de Goodwill Games in Brisbane bleven ze steken op een dertiende plaats. Het jaar daarop volleybalde Clarke wederom met Gooley. Het duo was actief op tien toernooien in de World Tour en behaalde daarbij twee vijfde plaatsen (Stavanger en Maoming). In 2003 namen ze deel aan drie toernooien waarbij ze niet verder kwamen dan de zeventiende plaats. Met Kerri Pottharst speelde ze vervolgens drie wedstrijden en behaalde ze een vijfde plaats op Bali en in Lianyungang. 
In september dat jaar keerde Clarke terug aan de zijde van Gerlic met wie ze tot het eind van haar internatiale carrière zou spelen. Het tweetal eindigde op een negende plaats bij de Grand Slam van Los Angeles en bereikte de zestiende finale van de WK in Rio waar de Bulgaarse zussen Lina en Petja Jantsjoelova te sterk waren. Het jaar daarop namen ze deel aan tien internationale toernooien met een vijfde plaats op Mallorca als beste resultaat. Clarke speelde bovendien een wedstrijd met Sanderson. Bij de WK in Berlijn van 2005 verloren Clarke en Gerlic in de tweede ronde van de Nederlanders Merel Mooren en Rebekka Kadijk en werden ze in de tweede herkansingsronde uitgeschakeld door Adriana en Shelda. In de World Tour deden ze verder mee aan acht toernooien met een zevende plaats in Gstaad als beste resultaat. In Athene speelde Clarke haar laatste internationale wedstrijd.

## Palmares
Kampioenschappen zaal
- 2000: 9e OS

Kampioenschappen beach
- 1999: 9e WK
- 2001: 9e WK

FIVB World Tour
- 1999:  Acapulco Open